# フランソワーズ・ドルレアン (1902-1953)
フランソワーズ・ドルレアン（フランス語: Françoise d'Orléans, 1902年12月25日 - 1953年2月25日）は、フランスのオルレアン家の王族。フランス王ルイ・フィリップの玄孫にあたる。ギリシャ王子クリストフォロスの妻となった。

## 生涯
フランソワーズはオルレアニストのフランス王位請求者であるギーズ公ジャンとその妻イザベル・ドルレアンの第2子、次女としてパリに生まれた。両親は同族の従兄妹同士だった。
1929年2月11日にパレルモで、ギリシャ王ゲオルギオス1世の末息子であるクリストフォロス王子と結婚した（クリストフォロスは再婚）。フランソワーズはカトリック信徒、クリストフォロスは正教徒だった。当時、カトリック信徒の王族がカトリック信徒でない者と結婚することは非常に稀なことだった。夫妻は1939年に一人息子ミハイルをもうけた。